# 2003 US291
2003 US291 est un transneptunien de magnitude absolue 6,5. Son diamètre est estimé à 221 km. Son orbite est très mal connue du fait d'un faible arc d'observation.